# Shenyugou
Shenyugou (kinesiska: 神峪沟, 神峪沟乡) är en socken i Kina. Den ligger i provinsen Shanxi, i den norra delen av landet, omkring 76 kilometer nordväst om provinshuvudstaden Taiyuan. Antalet invånare är 7 586. Befolkningen består av 3 477 kvinnor och 4 109 män. Barn under 15 år utgör 18,0 %, vuxna 15-64 år 72 %, och äldre över 65 år 9,0 %.
Genomsnittlig årsnederbörd är 701 millimeter. Den regnigaste månaden är juli, med i genomsnitt 223 mm nederbörd, och den torraste är januari, med 4 mm nederbörd.